# Poorte van Egmont
De Poorte van Egmont is een vierkantshoeve aan Fonteinstraat 16 te Niel-bij-Sint-Truiden.

## Geschiedenis
Ooit was dit goed, gelegen nabij de Molenbeek, eigendom van de graaf van Egmont. Hieraan heeft het zijn naam te danken.
Het oudste deel van de huidige hoeve is de - door steunberen gesteunde - langsschuur, welke uit 1700 stamt. Deze schuur is gebouwd in baksteen, maar ook ijzerzandsteen en mergelsteen werden gebruikt voor omlijstingen van vensters, steigergaten en dergelijke.
Het woonhuis is midden-19e-eeuws. De stallen werden in de 19e en 20e eeuw vergroot. Het geheel is gegroepeerd om een rechthoekig plein, waartoe een inrijpoort toegang verleent.